# Malines (koronka)

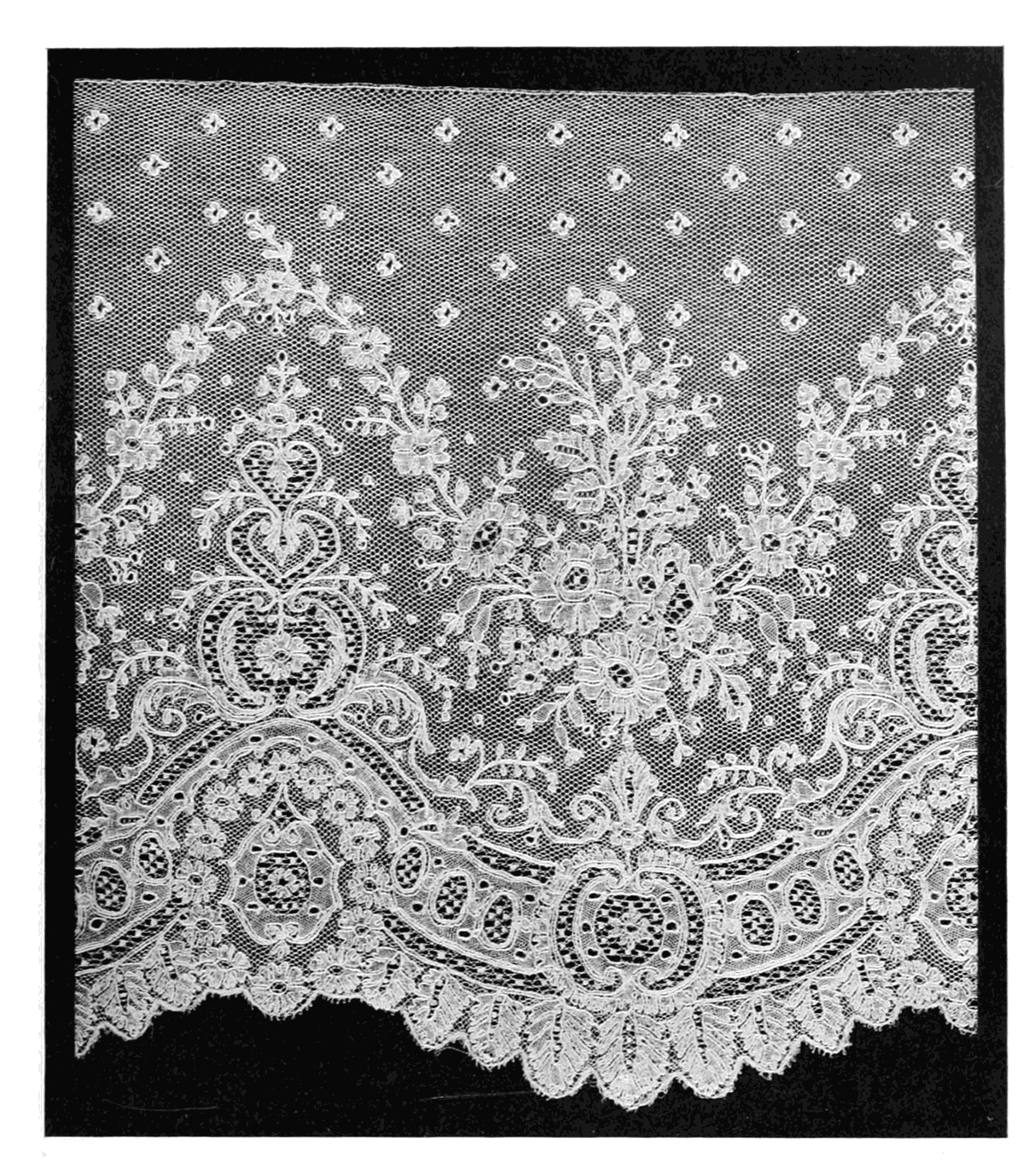
Malines wysokiej jakości z XIX wieku

Malines – delikatna koronka klockowa, wyrabiana w XVII-XVIII wieku.
Nazwa wywodzi się od francuskiej nazwy miejscowości Mechelen – (Malines'), w północnej Belgii, gdzie początkowo je wyrabiano. Później również w Antwerpii i Brukseli. 
Na tle siateczki sześcio- i ośmiobocznej widniały duże motywy kwiatowo-wiciowe z lnianych, białych nici konturowane grubszą, błyszczącą nitką.